# Neoplàsia hematològica
Les neoplàsies hematològiques, poden ser de dos tipus les neoplàsies malignes hematològiques o càncers hematològics i les neoplàsies hematològiques de comportament incert.
Afecten la sang, la medul·la òssia i els ganglis limfàtics. Com que els tres estan íntimament connectats a través del sistema immunitari, una malaltia que afecta un dels tres sovint afecta els altres, així: encara que el limfoma és una malaltia dels ganglis limfàtics, sovint s'estén a la medul·la òssia, afecta la sang i ocasionalment produir una paraproteïna.
Encara que poc freqüent en les neoplàsies sòlides, les translocacions cromosòmiques són una causa comuna d'aquestes malalties. Això condueix comunament a un enfocament diferent en el seu diagnòstic i tractament de les neoplàsies hematològiques.
Les neoplàsies hematològiques malignes, generalment són tractades per especialistes en hematologia i/o oncologia. Les de comportament incert només per hematòlegs.
Les neoplàsies hematològiques poden derivar de qualsevol dels dos principals llinatges cel·lulars de la sang: mieloides i limfoides. La línia cel·lular mieloide produeix normalment granulòcits, eritròcits, trombòcits, macròfags i mastòcits, la línia cel·lular limfoide produeix cèl·lules B, T, NK i plasmòcits. Així, els limfomes, leucèmies limfoides, i el mieloma són de la línia limfoide, mentre que la leucèmia mieloide aguda i crònica, les síndromes mielodisplàstiques i malalties mieloproliferatives són, en origen, mieloides.

## Classificació

### Neoplàsies malignes hematològiques
- Leucèmies:
  - Leucèmia limfoide aguda (LLA)
  - Leucèmia limfoide crònica (LLC)
  - Leucèmia mieloide aguda (LMA)
  - Leucèmia mieloide crònica (LMC)
- Limfomes
- Reticulosarcoma
- Limfosarcoma
- Mieloma múltiple

### Neoplàsies hematològiques de comportament incert
- Síndrome mielodisplàstica
- Síndrome mieloproliferativa:
  - Policitèmia vera
  - Trombocitèmia essencial